# 北阿姆拉什鄉
北阿姆拉什鄉（波斯語：‎），是伊朗吉兰省阿姆拉什县中央區的鄉。2006年人口普查顯示北阿姆拉什鄉人口為8,085人，分佈在2,466個家家庭。北阿姆拉什鄉辖有25个村。